# Куюмбінське нафтогазоконденсатне родовище
Куюмбінське нафтогазоконденсатне родовище — одне з родовищ Красноярського краю Росії. Розташоване у межиріччі Ангари та Підкам'яної Тунгуски, в Евенкійському муніципальному районі. Належить до Байкитської нафтогазоносної області Лєно-Тунгуської нафтогазоносної провінції (так само як і ще одне гігантське Юрубчено-Тохомське родовище).

## Опис
Відкрите у 1973 році. Поклади вуглеводнів, що за типом належать до масивних, склепінних, стратиграфічно та тектонічно екранованих, виявлено у відкладеннях рифею. Колектор — карбонатний кавернозно-тріщинуватий.
Запаси за російською класифікаційною системою по категоріях С1+С2 становлять 179 млрд м³ газу та 208 млн т нафти і конденсату.
Освоєння родовища здійснює компанія «Славнефть-Красноярскнефтегаз», що перебуває у спільній власності з рівними долями «Газпромнафти» та «Роснафти». Підготовчі роботи розпочались у 2010 році, а розпочати видобуток нафти планувалось у 2017-му. Розраховують, що на піку виробництво сягатиме 10,8 млн тонн нафти на рік. До початку повномасштабного видобутку потрібно спорудити магістральний нафтопровід Куюмба — Тайшет, який доставлятиме продукцію в Іркутську область до траси трубопровідної системи «Східний Сибір — Тихий океан».